# Raionul Skadovsk (pre-2020), Herson
Skadovsk (în ucraineană Скадовський район, transliterat: Skadovskîi raion) este un raion în regiunea Herson, Ucraina. Reședința sa este orașul Skadovsk.

## Demografie
Componența lingvistică a raionului Skadovsk
     Ucraineană (80,56%)
     Rusă (17,72%)
     Alte limbi (0,74%)
Conform recensământului din 2001, majoritatea populației raionului Skadovsk era vorbitoare de ucraineană (80,56%), existând în minoritate și vorbitori de rusă (17,72%).